# Parasteatoda tabulata
Parasteatoda tabulata là một loài nhện trong họ Theridiidae.
Loài này thuộc chi Parasteatoda. Parasteatoda tabulata được Herbert Walter Levi miêu tả năm 1980.